# 白洲 (香港)
白洲（英語：Pak Chau）是香港的一個島嶼，位於新界屯門區龍鼓灘以西，龍鼓洲之西南、沙洲之西北。該島連同附近的沙洲及龍鼓洲等島嶼，已被劃定為具特殊科學價值地點及沙洲及龍鼓洲海岸公園。